# Esqui alpino nos Jogos Olímpicos de Inverno de 2022 - Super-G feminino
O super-G feminino do esqui alpino nos Jogos Olímpicos de Inverno de 2022 foi disputado em 11 de fevereiro no Centro Nacional de Esqui Alpino Yanqing em Yanqing, Pequim.

## Medalhistas
| Ouro   | SUI Lara Gut-Behrami |
| Prata  | AUT Mirjam Puchner   |
| Bronze | SUI Michelle Gisin   |

## Resultados
| Pos. | Bib | Atleta                          | País                     | Tempo   | Diferença |
| ---- | --- | ------------------------------- | ------------------------ | ------- | --------- |
| 01 ! | 7   | Lara Gut-Behrami                | SUI Suíça                | 1:13.51 | —         |
| 02 ! | 3   | Mirjam Puchner                  | AUT Áustria              | 1:13.73 | +0.22     |
| 03 ! | 4   | Michelle Gisin                  | SUI Suíça                | 1:13.81 | +0.30     |
| 4    | 5   | Tamara Tippler                  | AUT Áustria              | 1:13.84 | +0.33     |
| 5    | 2   | Ester Ledecká                   | CZE República Checa      | 1:13.94 | +0.43     |
| 6    | 17  | Ragnhild Mowinckel              | NOR Noruega              | 1:14.09 | +0.58     |
| 7    | 9   | Federica Brignone               | ITA Itália               | 1:14.17 | +0.66     |
| 8    | 8   | Cornelia Hütter                 | AUT Áustria              | 1:14.19 | +0.68     |
| 9    | 11  | Mikaela Shiffrin                | USA Estados Unidos       | 1:14.30 | +0.79     |
| 10   | 13  | Elena Curtoni                   | ITA Itália               | 1:14.34 | +0.83     |
| 11   | 12  | Romane Miradoli                 | FRA França               | 1:14.41 | +0.90     |
| 12   | 20  | Jasmine Flury                   | SUI Suíça                | 1:14.43 | +0.92     |
| 13   | 15  | Corinne Suter                   | SUI Suíça                | 1:14.49 | +0.98     |
| 14   | 14  | Marie-Michèle Gagnon            | CAN Canadá               | 1:14.65 | +1.14     |
| 15   | 26  | Kira Weidle                     | GER Alemanha             | 1:14.66 | +1.15     |
| 16   | 10  | Laura Gauché                    | FRA França               | 1:14.87 | +1.36     |
| 17   | 19  | Marta Bassino                   | ITA Itália               | 1:15.08 | +1.57     |
| 18   | 22  | Julia Pleshkova                 | ROC                      | 1:15.26 | +1.75     |
| 19   | 6   | Tessa Worley                    | FRA França               | 1:15.30 | +1.79     |
| 20   | 1   | Ariane Rädler                   | AUT Áustria              | 1:15.33 | +1.82     |
| 21   | 21  | Isabella Wright                 | USA Estados Unidos       | 1:15.37 | +1.86     |
| 22   | 18  | Francesca Marsaglia             | ITA Itália               | 1:15.61 | +2.10     |
| 23   | 27  | Maruša Ferk Saioni              | SLO Eslovênia            | 1:15.72 | +2.21     |
| 24   | 24  | Roni Remme                      | CAN Canadá               | 1:15.78 | +2.27     |
| 25   | 25  | Elvedina Muzaferija             | BIH Bósnia e Herzegovina | 1:15.79 | +2.28     |
| 26   | 23  | Maryna Gąsienica-Daniel         | POL Polônia              | 1:15.81 | +2.30     |
| 27   | 30  | Keely Cashman                   | USA Estados Unidos       | 1:15.99 | +2.48     |
| 28   | 29  | Tiffany Gauthier                | FRA França               | 1:16.20 | +2.69     |
| 29   | 38  | Francesca Baruzzi               | ARG Argentina            | 1:16.65 | +3.14     |
| 30   | 32  | Cande Moreno                    | AND Andorra              | 1:16.72 | +3.21     |
| 31   | 34  | Greta Small                     | AUS Austrália            | 1:16.97 | +3.46     |
| 32   | 39  | Hólmfríður Dóra Friðgeirsdóttir | ISL Islândia             | 1:17.41 | +3.90     |
| 33   | 31  | Tereza Nová                     | CZE República Checa      | 1:17.88 | +4.37     |
| 34   | 36  | Noa Szőllős                     | ISR Israel               | 1:17.94 | +4.43     |
| 35   | 40  | Sarah Schleper                  | MEX México               | 1:18.17 | +4.66     |
| 36   | 33  | Barbora Nováková                | CZE República Checa      | 1:18.26 | +4.75     |
| 37   | 43  | Anastasiya Shepilenko           | UKR Ucrânia              | 1:19.60 | +6.09     |
| 38   | 41  | Petra Hromcová                  | SVK Eslováquia           | 1:20.11 | +6.60     |
| 39   | 37  | Rebeka Jančová                  | SVK Eslováquia           | 1:20.18 | +6.67     |
| 40   | 35  | Ni Yueming                      | CHN China                | 1:22.59 | +9.08     |
| 41   | 42  | Kong Fanying                    | CHN China                | 1:23.51 | +10.00    |
| 42   | 44  | Tess Arbez                      | IRL Irlanda              | 1:25.18 | +11.67    |
| 43   | 16  | Alice Robinson                  | NZL Nova Zelândia        | DNF     | DNF       |
| 43   | 28  | Alix Wilkinson                  | USA Estados Unidos       | DNF     | DNF       |

Legenda
| Recorde mundial      | Recorde mundial (World record)               |                       | Recorde africano                      | Recorde africano (African) |                                           | Q | Classificado por posição (Qualified) |
| Recorde olímpico     | Recorde olímpico (Olympic record)            | Recorde da América    | Recorde da América (Americas)         | q                          | Classificado por melhor tempo (Qualified) |   |                                      |
| Melhor marca do ano  | Melhor marca do ano (World leading)          | Recorde asiático      | Recorde asiático (Asian)              | DNS                        | Não largou (Did not start)                |   |                                      |
| Recorde nacional     | Recorde nacional (National record)           | Recorde europeu       | Recorde europeu (European)            | DNF                        | Não terminou (Did not finish)             |   |                                      |
| Recorde pessoal      | Recorde pessoal do atleta (Personal best)    | Recorde da Oceania    | Recorde da Oceania (Oceania)          | DSQ / DQ                   | Desclassificado (Disqualified)            |   |                                      |
| Recorde da temporada | Recorde da temporada do atleta (Season best) | Recorde sul-americano | Recorde sul-americano (South America) | NM                         | Sem marca (No mark)                       |   |                                      |